# HD 77907
HD 77907，又名CP-53 2072，SAO 236542、HR 3611，是一颗恒星，视星等为6.4，位于銀經272.91，銀緯-4.56，其B1900.0坐标为赤經9h 0m 4.3s，赤緯-53° -4.56′ 14″。